# Prodegeeria consobrina
Prodegeeria consobrina là một loài ruồi trong họ Tachinidae.